# Ghastly
Ghastly, anomenat David Crow, és un Dj de musica electrònica amb el subgènere "Bass House", a part d'aquest gènere, ell també a experimentat amb generes com "Ambient", "Death Metal". Després de deixar la granja de cabres de la seva família a Arizona per viure, per viure fora de la seva furgoneta damunt Platja de Venècia Califòrnia dins 2010. Va començar al fons de tot, i ràpidament ha pujat fins a col·laborar amb artistes com Jauz (Miami Connection) o Mija i Lil Jhon (Crank It). David Crow també ha firmat amb la discogràfica OWSLA, creada per Skrillex.

## Primers anys
David Lee Crow va ser criat en una granja de cabres amb 260 cabres i 650 vaques a Buckeye, Arizona. Es va traslladar a Venice Beach, Califòrnia abans de trobar feina com a DJ resident a Exchange LA. Els seus pares no van poder finançar-lo, el que el va deixar sense casa per viure en una furgoneta abans de decidir mudar-se a la ciutat. Es dutxava als lavabos públics i es despertava a la platja. Va treballar durant dos mesos a "American Apparel" que després el va acomiadar per estar sense llar. Després d'instal·lar-se a un apartament de skid row, va descobrir el sobrenom de "Ghastly" i va començar a avançar amb el concepte de marca. Poc després de ser contractat i acomiadat de desenes de llocs de treball, es va trencar i va tornar a la granja d'Arizona per estalviar les seves finances abans de tornar a Los Angeles per donar-li una altra oportunitat a una carrera en música electrònica. Va trobar feina com a promotor a "Exchange LA" que més tard el va contractar com a DJ resident. Abans d'aprendre i utilitzar els seus primers DAW, que van ser Reason i Ableton, va ser un dels dos vocalistes de la banda de deathcore "The Irish Front".

## Carrera
El 2012, "Flunky Flex", la primera cançó que Crow va escriure va ser llançada en un àlbum recopilatori dOwsla. Després va produir un EP per al segell, però va ser rebutjat perquè no era tan "funky" com la seva primera cançó. Després de perdre la feina i totes les seves finances, va tornar a la granja per començar de nou. Després de set mesos d'estalviar diners, es va traslladar de nou a la seva furgoneta a Los Angeles i va començar des de zero. En una rave, va conèixer la Mija i va parlar de col·laborar abans d'escriure la cançó Crank It. Mija ho va enviar a Skrillex, el fundador d'OWSLA. A continuació, va convidar la parella a unir-se a ell al festival Burning Man on es van fer amics i van segellar l'acord perquè Ghastly llancés música sota el seu segell. A partir d'aquí va començar a escriure música contínuament ja que ell es va posar de relleu i ho va aprofitar. Després de llançar una gran quantitat d'originals i remixes, va començar a pujar a les llistes del festival i també a les llistes. Va llançar el seu àlbum d'estudi debut el 4 de maig de 2018, titulat The Mystifying Oracle.

## Cançons Més Reconegudes[9]
| Any  | Cançó               | Col·laboració    | Discogràfica |
| ---- | ------------------- | ---------------- | ------------ |
| 2012 | "Funky Flex"        | Arielle Willia   | OWSLA        |
| 2014 | "Crank It"          | Mija & Lil Jon   | OWSLA        |
| 2014 | "Kill it with fire" | Sullivan King    |              |
| 2014 | "Cave Dwellers"     |                  |              |
| 2015 | "Every Night"       |                  | Dim Mak      |
| 2015 | "Get On This"       |                  | UKF          |
| 2015 | "Dogs In The House" | Gold Plate       |              |
| 2016 | "666!"              | Getter           | OWSLA        |
| 2016 | "Fuk Watchu Think"  | Jameston Thieves | OWSLA        |

## Remixes
- Diplo – "Biggie Bounce" (Ghastly and Mija Mix) (2014)
- The Crystal Method - "Sling The Decks" (Ghastly Remix) (2015)
- GRiZ featuring iDa Hawk - "Stop Trippin'" (Ghastly Remix) (2015)
- Nghtmre and Slander – "Warning" (Ghastly Remix) (2015)
- Snails (DJ) and Herobust - "Pump This" (Ghastly Remix) (2015)
- Zomboy – "Lights Out" (Ghastly Remix) (2017)
- IZII - "Birds" (Ghastly & SWAGE Remix) (2018)
- Latroit and Bishøp - "Loving Every Minute" (Ghastly Remix) (2018)
- Bo Burnham - "All Eyes On Me" (Ghastly Remix) (2021)